# Alondra de la Parra
Alondra de la Parra (New York, 31 ottobre 1980) è una direttrice d'orchestra messicana.
È conosciuta per aver creato nel 2003 l'Orchestra Messicano-Americana che un anno dopo prenderà il suo nome definitivo di Orchestra Filarmonica delle Americhe. Nel 2017 diventa la prima donna a essere nominata direttrice d'orchestra presso la Orchestra Sinfonica del Queensland, diventando anche la prima donna a conquistare questa posizione nella storia australiana.

## Biografia
Alondra de la Parra nasce a New York, figlia di Manelick de la Parra, scrittore ed editore, e Graciela Borja, sociologa ed educatrice. Al momento della nascita, i genitori erano entrambi studenti universitari: il padre era studente di cinema presso la New York University, la madre studentessa di sociologia presso la The New School. Questa situazione non cambierà fino all'età di tre anni, quando la famiglia decide di trasferirsi a Città del Messico. Sua nonna era la scrittrice Yolanda Vargas Dulché e sua zia è l'attrice Emoé de la Parra. Suo fratello è Mane de la Parra. Attualmente è madre di due figli, Luciano (nato nel 2016) e Julián (nato nel 2018).
È la prima donna messicana a dirigere a New York, ed è un'ambasciatrice culturale ufficiale del Messico.

## Carriera
All'età di sette anni inizia gli studi di pianoforte, a 13 inizia a studiare violoncello; in questo stesso periodo sviluppa interesse per la direzione d'orchestra. Dopo un anno di studio alla St. Leonards-Mayfield School, studia composizione presso il Centro di ricerca e studi musicali di Città del Messico.
A 19 anni, torna a New York, per studiare pianoforte e direzione d'orchestra alla Manhattan School of Music. Ha conseguito un Bachelor of Music in Piano Performance sotto la direzione di Jeffrey Cohen e ha studiato direzione d'orchestra con Michael Charry e Kenneth Kiesler, conseguendo un Master of Arts in Direzione d'orchestra nel 2008. Tra gli altri insegnanti di direzione troviamo Marin Alsop, Charles Dutoit e Kurt Masur. Ha lavorato come apprendista direttore presso la New Amsterdam Symphony Orchestra.
Nel 2003, de la Parra crea il suo ensemble, l'Orchestra Messicano-Americana, per volere del Consolato messicano, con la richiesta di realizzare un concerto di musica messicana per il Mexico Now Festival. La risultante orchestra di 65 membri è stata ribattezzata nel 2004 Orchestra Filarmonica delle Americhe Philharmonic Orchestra of the Americas (POA). L'orchestra è stata in tournée proprio in Messico nel 2007. L'orchestra e de la Parra hanno pubblicato due registrazioni commerciali, Mi Alma Mexicana - My Mexican Soul e Travieso Carmesí. Nel giugno 2011 l'orchestra sospende le attività a causa di difficoltà economiche. De la Parra è stata direttrice artistico della Orquesta Filarmónica de Jalisco dal 2012 al 2013.
Nel maggio 2015, de la Parra ha fatto la sua prima apparizione come direttore ospite con la Orchestra Sinfonica del Queensland Queensland Symphony Orchestra (QSO). Nell'ottobre 2015 ne diventa prima direttrice musicale e prima direttrice donna in veste di direttore principale per un periodo di tre anni, dal 2017 al 2019.

## Riconoscimenti
- Pablo Casals Award, Manhattan School of Music
- Rising Star of 2007, New York Women's Agenda
- 1010 WINS "Newsmakers of Tomorrow" Award, vincitrice nella categoria Arte e Spettacolo
- "Banda de Honor", la massima onorificenza riconosciuta ai direttori dalla Venezuelan Fundación del Estado para el Sistema Nacional de las Orquestas Juveniles e Infantiles de Venezuela (FESNOJIV)
- Honorable Mention Award, Manhattan School of Music Taki Concordia Conducting Fellowship
- El Micrófono de Oro Award, il più alto premio assegnato ogni anno dalla Mexican Broadcasting Association
- Presser Merit Scholarship Award, Manhattan School of Music
- Amigos de la Música Music Award, Cuernavaca, Morelos
- Luna Award, Auditorio Nacional México
- Poder Award, ABC Foundation and Poder magazine
- 2017 Sports Emmy Award for Outstanding Music Direction – "Olympic Suite" for ESPN Deportes 2016 Summer Olympics coverage
- 2018 Donna dell'anno in Messico